# ITerm2
iTerm2 — эмулятор терминала для macOS под лицензией GPL-2.0 или более поздней версии. Он был получен из более раннего приложения «iTerm» и в основном вытеснил его.
iTerm2 поддерживает функции операционной системы, такие как прозрачность окон, полноэкранный режим, разделённые панели, вкладки Expose, уведомления Growl и стандартные сочетания клавиш. Другие функции включают настраиваемые профили и мгновенное воспроизведение предыдущего ввода/вывода терминала.